# リ・ボ・ン
「リ・ボ・ン」は、堀ちえみの13枚目のシングル。1985年1月23日にキャニオン・レコードよりリリースされた。

## 背景
オリコン・シングルチャートにおいて、前作の『クレイジーラブ/愛のランナー』に引き続き週間最高2位となった（売上枚数は15.3万枚）。TBS系『ザ・ベストテン』の最高順位は8位で、1983年の『さよならの物語』以来、通算9曲目となる10位以内のランクインを果たしたが、同番組への出演は当曲が最後となった（但し日本テレビ系列の「ザ・トップテン」では、翌1986年の「夢千秒」まで合計12曲が10位以内にランクされている）。
堀は表題曲「リ・ボ・ン」をもらった時に、ディレクターの渡辺有三が昔弾いていたザ・ランチャーズのギターサウンドを彷彿させて、その音に惹かれたことをコメントしている。（CD-BOXブックレットにて）
この曲には2004年新録バージョンが存在する。岩崎良美・石川ひとみと共に行った「ぼくらの同窓会コンサート」（2004年7月3日）にて入場者に配布された非売品の会場限定CDに収録されている。そのバージョンは後にベストアルバム『シングルスII』（2005年7月20日）に収録された。
堀は2019年2月22日に放送されたTBS系『中居正広の金曜日のスマイルたちへ』に出演した際、自ら口腔癌及び舌癌に罹ったことを番組内で公表した。当番組の終盤では、舌の切除など手術を受けるに当り「今後、話せるか歌えるかどうかは分らない。私が歌う姿は最後になるかも知れないと覚悟の上で、今歌いたい」と語り、入院前の最後の仕事として堀の代表曲「リ・ボ・ン」を歌唱。その後、堀は「（私は）負けません。ハイ、負けない！頑張ります」と闘病への決意を新たにした（当日の2月22日は11時間に及ぶ大手術を決行し、無事終了した）。

## 収録曲
1. リ・ボ・ン
作詞：三浦徳子／作曲：松田良／編曲：萩田光雄
2. 君は僕じゃない、僕は君じゃない
作詞：三浦徳子／作曲：林哲司／編曲：萩田光雄

## カバー
リ・ボ・ン
- HOP CLUB（2010年5月6日、シングル『リ・ボ・ン』収録）
- 武藤彩未（2013年7月19日、会場・アスマート限定シングル『DNA1980 Vol.1』収録）
- 三上悠亜（2016年11月23日、DDCZ-2135）EAN 4543034045440[5]